# 多夫巴赫河 (尼爾斯河支流)
51°15′47″N 6°24′42″E / 51.26306°N 6.41167°E

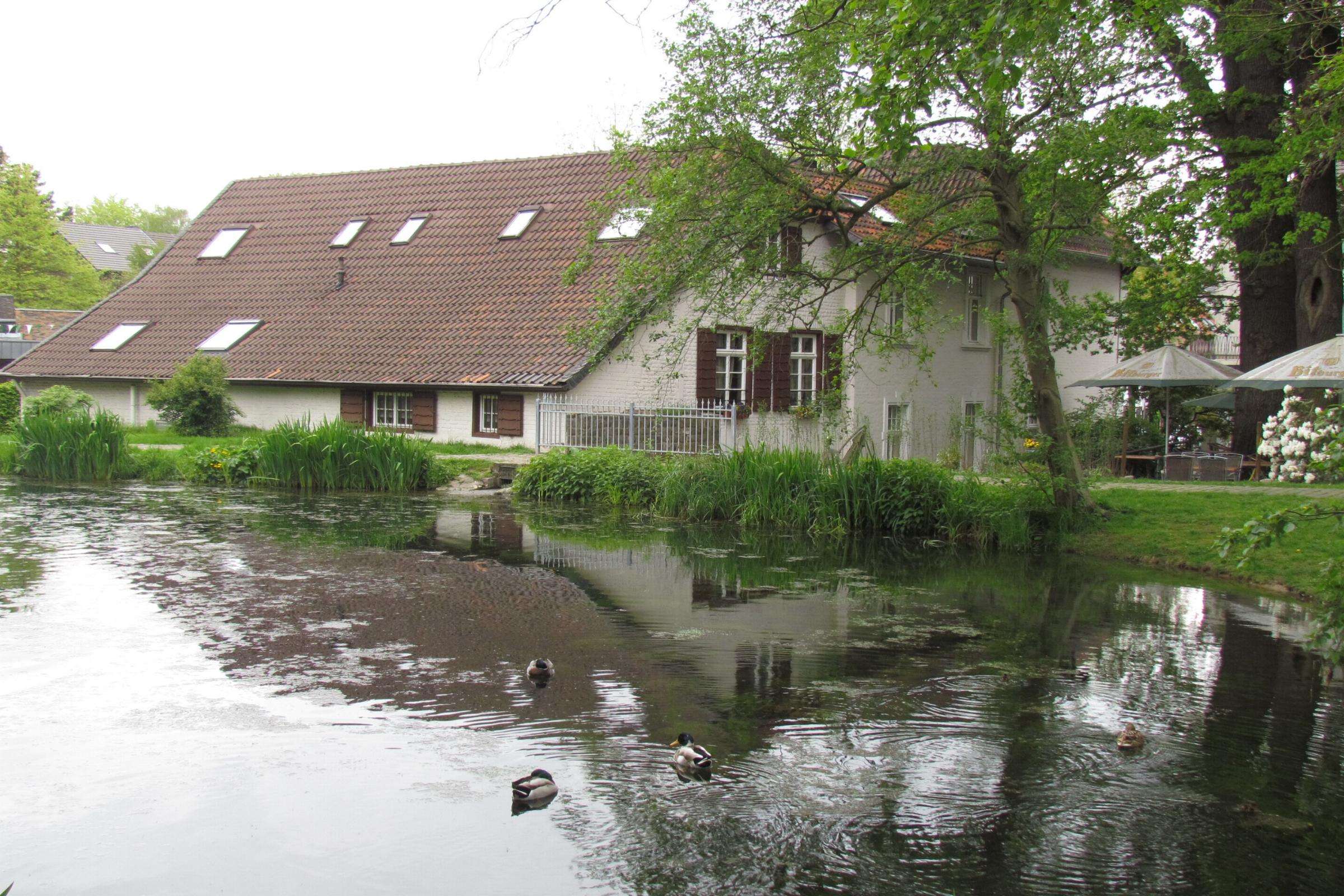

多夫巴赫河（德語：Dorfer Bach），是德國的河流，位於該國西部，流經北萊茵-威斯特法倫州，屬於尼爾斯河的左支流，處於菲爾森縣，發源地海拔高度51米。